# The Crush
The Crush (pt: Paixão Fatal; br: Paixão Sem Limite ou Paixão Sem Limites), de 1993, é um filme estadunidense de suspense erótico, dirigido e escrito por Alan Shapiro, fazendo sua estreia no cinema depois de dirigir vários filmes para o Disney Channel. O filme é estrelado por Cary Elwes como Nick Eliot e Alicia Silverstone como Adrian Forrester, também em sua estreia no cinema. Foi filmado em locação de 24 de setembro a 20 de novembro de 1992, em Vancouver, Canadá.
O enredo de The Crush foi baseado em um incidente real envolvendo a vizinha do escritor Shapiro. O roteirista e diretor disse que a ideia foi inspirada por um incidente em sua própria vida, em que “uma jovem brilhante” desenvolveu uma queda por ele e se recusou a aceitar um não como resposta. Na edição do filme para transmissão de TV, o nome da personagem Darian Forrester foi mudado para Adrian depois de um processo contra Shapiro pela Forrester da vida real. As versões VHS e laserdisc do filme ainda usam o nome original, mas os lançamentos em DVD e as posteriores transmissões via cabo/satélite também mudam o nome para Adrian.
No Rotten Tomatoes, tem uma classificação de 25% dos críticos com base em 28 comentários. As audiências pesquisadas pelo CinemaScore deram ao filme uma nota média de "C+" em uma escala A+ a F. Em 2016, Shout! Factory lançou o filme em Blu-ray sob o selo Scream Factory.

## Sinopse
Nick Eliot (Cary Elwes), um jornalista, muda-se para uma nova vizinhança onde a jovem Adrian Forrester (Alicia Silverstone) vive. Ela tem quatorze anos, metade da idade de Nick. Ela fica bastante interessada nele, mas ele rejeita seus avanços, uma vez que ela é muito jovem. Para piorar a situação, seus pais não percebem que Adrian é uma mulher fatal. Ela então decide destruir a vida de Nick e ele mesmo.

## Elenco principal
- Cary Elwes como Nicholas "Nick" Eliot
- Alicia Silverstone como Adrian Forrester (nome original Darian)
- Jennifer Rubin como Amy Maddik
- Kurtwood Smith como Cliff Forrester
- Gwynyth Walsh como Liv Forrester
- Amber Benson como Cheyenne
- Matthew Walker como Victor
- Matt Walker como Michael
- Duncan Fraser como Detetive